# Prado de la Vega
Prado de la Vega è una stazione della linea ML2 della metropolitana di Madrid.
Si trova presso la Carretera de Carabanchel (M-502) nel comune di Pozuelo de Alarcón.

## Storia
È stata inaugurata il 27 luglio 2007 insieme al primo tratto della linea.